# Leslie Kong
Leslie Kong (Kingston, 1933 – Kingston, 9 agosto 1971) è stato un produttore discografico giamaicano.
Fondatore e gestore della leggendaria etichetta discografica Beverley's.

## Storia
Tra i primi produttori discografici giamaicani, Leslie Kong contribuì a portare il reggae agli occhi del pubblico internazionale godendo anche di un buon successo.
Nato a Kingston nel 1933, prese il controllo, assieme ai suoi tre fratelli, della Beverley's, una combinazione tra una bottega dei gelati e un negozio di dischi situato nel distretto di Orange Street, a Kingston.
Nel 1961, un cliente chiamato Jimmy Cliff catturò l'attenzione di Kong quando questo cantò "Dearest Beverley" all'esterno del negozio; Kong acconsentì a registrare la performance di Cliff e pubblicò la traccia come singolo per la Beverley, così nacque la carriera di Kong come produttore.
Nel 1962, produsse le prime registrazioni di Bob Marley, Judge Not e One Cup of Coffee, e produsse diversi successi come Miss Jamaica di Jimmy Cliff e Housewives' Choice di Derrick & Patsy.
Presto concluse un accordo con l'etichetta britannica Island Records di Chris Blackwell per pubblicare materiale dei più noti artisti giamaicani dell'epoca come John Holt, Derrick Morgan, Joe Higgs e Stranger Cole.
Con l'enorme successo di 007 Shanty Town di Desmond Dekker Kong mise la firma su uno dei più noti brani reggae; un altro classico di Dekker, Israelites, ebbe un successo ancora più grande.
Altre produzioni di Kong furono Sweet Sensation dei The Melodians, Monkey Man dei The Maytals, Long Shot Kick the Bucket dei The Pioneers che ebbero un grande successo nelle classifiche britanniche.
Nel 1969, si riunì con Bob Marley (all'epoca membro dei The Wailers), per comporre una serie di brani per i The Gaylads; purtroppo queste furono le ultime tracce su cui lavorò Kong: rimase vittima di un attacco cardiaco nell'agosto del 1971.